# Estación Alfredo Fortabat
Alfredo Fortabat es una estación ferroviaria, ubicada en la localidad de Villa Cacique, en el Partido de Benito Juárez de la Provincia de Buenos Aires, Argentina.

## Servicios
Es una estación del ramal perteneciente al Ferrocarril General Roca, desde Gardey hasta Defferrari, por aquí transitan formaciones de cargas de la empresa Ferrosur Roca.
No presta servicios de pasajeros. 

## Toponimia
Debe su nombre al empresario Alfredo Fortabat.